# Municipio de Bloom (condado de Clay)
El municipio de Bloom (en inglés: Bloom Township) es un municipio ubicado en el condado de Clay en el estado estadounidense de Kansas. En el año 2010 tenía una población de 113 habitantes y una densidad poblacional de 0,92 personas por km².

## Geografía
El municipio de Bloom se encuentra ubicado en las coordenadas 39°26′5″N 97°18′8″O / 39.43472, -97.30222. Según la Oficina del Censo de los Estados Unidos, el municipio tiene una superficie total de 122.49 km², de la cual 121,81 km² corresponden a tierra firme y (0,55 %) 0,67 km² es agua.

## Demografía
Según el censo de 2010, había 113 personas residiendo en el municipio de Bloom. La densidad de población era de 0,92 hab./km². De los 113 habitantes, el municipio de Bloom estaba compuesto por el 98,23 % blancos, el 0,88 % eran afroamericanos, el 0,88 % eran amerindios. Del total de la población el 0 % eran hispanos o latinos de cualquier raza.